# Tambo Colorado
Tambo Colorado, também conhecido como Pucalacta ou Pucahuasi na língua quichua (em portuguêsː casa vermelha), é um sítio arqueológico de um assentamento administrativo e militar do Império Inca, que servia como um tambo. Está localizado no distrito de Humay, na província peruana de Pisco.

## História
Por volta de 1470, o inca Pachacuti manda construir o assentamento administrativo para suporte militar do Qhapaq Ñan (Caminho Inca), no trecho sul da costa do Peru, que interligava Cusco ao Pacífico. O assentamento foi utilizado pelos incas até 1532. Até os anos de 1980, as estruturas do sítio foram usadas por viajantes.
Em 2007, a região em que se encontra o sítio sofreu um terremoto de 7 pontos na escala Richter, que causou danos nas estruturas.

## Características
O assentamento foi construído em local estratégico, sobre uma plataforma natural do lado norte do vale, com visão desobstruída.
Todo o sítio é cercado por um muro, com nichos decorativos. Na parte interna, há uma praça central em formato trapezoidal, medindo 62 metros no lado oeste, 137 metros no lado sul, 102,5 metros no lado leste e 192 metros no lado norte. O Qhapaq Ñan (caminho inca) passa por essa praça central. No setor norte da praça, foi construído um grupo habitacional com arquitetura bem elaborada e pinturas, que foi denominada pelos pesquisadores de Palácio Norte I. E no setor sul da praça, também foi construído um grupo habitacional, com menos presença de pinturas, e foi denominada pelos pesquisadores de Palácio do Sul. No setor oeste, há um ushnu em formato retangular, com um pequeno muro com nichos.
O Palácio Norte I é a estrutura mais preservada do sítio e possui a arquitetura mais elaborada. Foi construída com uma praça interna e 66 salas. Na maioria das salas há nichos, janelas e entradas trapezoidais e murais pintados nas cores vermelhas, amarelas e brancas. Atualmente, nenhuma sala possui teto, mas há evidencias de terem existido. Acredita-se que esta estrutura foi construída para ser utilizada pela realeza Inca. Toda a estrutura foi construída com bases de pedra e paredes de tijolos de adobe em formato quadrangular e foi utilizado argamassa de adobe, com 2 a 5 centímetros de espessura. As treliças decorativas, encontradas no topo de algumas paredes, foram feitas de taipa.
Pequenas seções arqueológicas foram descobertas nos arredores próximos a Tambo Colorado. Foram denominadasː Las Colcas 1, La Llama, Tambo Colorado II, El Pedregal B, Cerro Auquix, La Cima e Las Terrazas.

## Estudos e escavações
Em 1893, a primeira pesquisa foi realizada no sítio por Adolph Bandelier, que mapeou e fotografou o assentamento. Coletou artefatos, que atualmente estão no Museu Americano de História Natural em Nova York. No ano de 1928, Emilio Harth-Terré fez um mapeamento mais detalhado do sítio, onde mostrou estruturas pré-inca e inca, um templo com altar, um edifício principal, uma residência para chasquis e quipuqmayoqs, uma área residencial para as pessoas e uma torre de observação. Em 1939, Alberto Giesecke e Horacio Urteaga fizeram uma expedição através da Sociedade Geográfica de Lima, onde estudaram a arquitetura decorativa do sítio. No ano de 1957, Frédéric Engel estudou sobre as ocupações do sítio, onde encontrou 3 períodos diferentesː Cavernas Paracas, Nazca Monumental e Pré-colonial Posterior. Em 1970, o arqueólogo Alejandro Pezzia apresentou diferentes funções aos setores, se baseando nos dados arqueológicos.

## Turismo
O sítio está aberto ao público, com entrada paga e horário restrito. Há uma sala de exposições com artefatos encontrados no sítio e arredores.